# Tratamento de voz de Lee Silverman
O Lee Silverman Voice Treatment – LOUD (LSVT LOUD) é um tratamento para distúrbios da fala associados à doença de Parkinson (DP). Ele se concentra no aumento da intensidade vocal e é ministrado por um fonoaudiólogo em dezesseis sessões de uma hora distribuídas por quatro semanas com exercícios de nível simples à complexos. Uma derivação desse tratamento, conhecido como LSVT BIG, é usado no tratamento de aspectos motores da DP de acordo com os princípios da plasticidade neural.

## Histórico
A Dra. Lorraine Ramig iniciou a pesquisa sobre reabilitação da doença de Parkinson em 1983, enquanto atuava como professora assistente titular no Departamento de Ciências da Fala, Linguagem e Audição da Universidade do Colorado-Boulder. A Dra. Ramig foi abordada pelo colega Dr. Wilbur Gould, que solicitou sua ajuda para tratar uma amiga, a Sra. Lee Silverman. O Tratamento Vocal consistiu em quatro semanas de terapia rigorosa, envolvendo quatro sessões de uma hora por semana, com o objetivo de aumentar a voz e as habilidades de fala do paciente. Treinar a amplitude do parâmetro de controle motor  único, e trabalhar o volume vocal) e a recalibração da autopercepção do volume vocal são elementos fundamentais que garantem o sucesso do tratamento. O Dr. Em 1985 Ramig fundou oficialmente o programa Lee Silverman Voice Treatment LSVT Global, em homenagem ao primeiro paciente que morreu antes que a pesquisa fosse oficialmente publicada e reconhecida como uma descoberta médica.
A fundação define os processos de tratamento LSVT LOUD com exercícios clínicos específicos em terapia da fala.  O desenho inicial do projeto incluía “cuidados médicos, fisioterapia, terapia ocupacional, terapia da fala, apoio familiar, nutrição e recreação”, de acordo com o Dr. Ramig,  mas a família de Silverman desafiou Ramig a criar um desenho baseado apenas na fala para que pudessem comunicar melhor com ela.

## Processo de tratamento
O tratamento é realizado durante sessões de uma hora com um fonoaudiólogo, quatro vezes por semana durante quatro semanas. Essas sessões enfatizam a ideia de "pensar alto para falar alto" e usam movimentos e comportamentos exagerados. Por meio de documentação em vídeo, o volume do paciente é medido por meio de uma série de exercícios de voz usando um medidor de decibéis. Nos dois vídeos citados, ambos os pacientes foram solicitados a respirar e dizer "Ahh" o máximo que pudessem. Trabalhar as cordas vocais é uma forma de expandir a capacidade do paciente de falar com mais fluência, apesar das condições do Parkinson. Em um vídeo, o paciente diz "Ahh" em várias escalas (ascendente e decrescente), depois passa para frases funcionais e, finalmente, frases que respondem a perguntas como "Estou bem".

## LSVT – GRANDE
Um derivado deste tratamento, conhecido como LSVT BIG, é usado por fonoaudiólogos, fisioterapeutas e terapeutas ocupacionais para promover movimentos de alta amplitude em pessoas com doença de Parkinson. Os movimentos rápidos e explosivos característicos do LSVT BIG visam reverter um dos quatro sintomas cardinais de movimento na DP, a bradicinesia. O Berlin Big Study comparou a eficácia de três programas distintos de exercícios em pessoas com doença de Parkinson leve a moderada. Os indivíduos foram designados aleatoriamente para receber treinamento individual LSVT BIG, treinamento em grupo de caminhada nórdica ou exercícios domésticos não supervisionados. Na conclusão do período de treinamento, o grupo LSVT BIG demonstrou um significativo  melhora na pontuação motora da escala unificada de avaliação da doença de Parkinson (UPDRS) e no tempo do teste de caminhada e caminhada de 10 m em comparação com o grupo de caminhada nórdica e exercícios em casa.

## Links externos
- Site global da LSVT